# Дьордь Сюч
Дьордь Сюч (угор. György Szűcs, 23 квітня 1912, Сомбатгей — 19 грудня 1991, Будапешт) — угорський футболіст, що грав на позиції півзахисника. По завершенні ігрової кар'єри — тренер.
Виступав, зокрема, за клуб «Уйпешт», а також національну збірну Угорщини.
Триразовий чемпіон Угорщини. Володар Кубка Мітропи.

## Клубна кар'єра
На юнацькому, а потім на дорослому рівні, виступав за команду «Сомбатей» до 1932 року.
1932 року перейшов до клубу «Уйпешт», у складі якого у перший же рік став чемпіоном країни. Дебютував у чемпіонаті в грудні 1932 року у грі 11 туру проти «Шорокшару». Після чого виступав в усіх наступних матчах того сезону, змінивши в основі команди одного з лідерів минулих років Ференца Боршаньї. Того ж сезону разом з клубом дістався фіналу Кубка Угорщини, де «Уйпешт» розгромно поступився «Ференцварошу» (1:11). Сюч швидко став незамінним гравцем основи клубу, на багато років закріпивши за собою позицію центрального півзахисника. Він добре грав обома ногами, володів хорошою технікою і відмінним баченням поля. Постійним партнером Дьордя у півзахисті клубу і збірної був Анталь Салаї.
У тому ж 1933 році Сюч уперше зіграв у Кубку Мітропи. У першому раунді турніру «Уйпешт» безнадійно поступився італійському «Ювентусу» (2:4, 2:6). Наступного року угорський клуб переграв діючого чемпіона турніру «Аустрію» (2:1, 2:1), але у наступному знову поступився «Ювентусу» (1:1, 1:3).
У 1935 році «Уйпешт» знову здобув титул чемпіона Угорщини. Цей рік став останнім у команді для її багаторічного лідера і бомбардира Іштвана Авара. Сюч зіграв в усіх 22 матчах сезону, забивши 2 голи.
У трьох наступних сезонах команді не вдавалось здобути титул чемпіона — двічі команда посідала друге місце і одного разу третє. Найкращим показником у Кубку Мітропи за ці роки був вихід до півфіналу в 1936 році, коли команда програла «Аустрії» (1:2, 2:5).
Дуже вдалим для команди став 1939 рік, коли тренером став Бела Гуттманн. Спочатку вдалося повернути звання чемпіона Угорщини після трирічної перерви. У команді у той час уже грав новий знаменитий бомбардир Дьюла Женгеллер, що забив у тому чемпіонаті аж 56 голів. Сюч відіграв у 25 матчах сезону із 26 можливих. Його партнерами по лінії півзахисту були збірники Анталь Салаї і Іштван Балог.
Влітку 1939 року «Уйпешт» також здобув перемогу у Кубку Мітропи. На шляху до фіналу клуб переміг італійську «Амброзіану-Інтер» (1:2, 3:1) і югославський БСК (2:4, 7:1). У фіналі «Уйпешт» зіграв зі співвітчизниками з «Ференцвароша». У першій грі команда Сюча в гостях здобула перемогу з рахунком 4:1, а вдома вдовольнилась нічиєю — 2:2. Загалом у 1933—1940 роках Дьордь зіграв у Кубку Мітропи 27 матчів.
По завершенні сезону 1940—1941 Сюч залишив «Уйпешт», у складі якого за дев'ять сезонів у чемпіонаті зіграв 187 матчів і забив 5 голів.

## Виступи за збірну
1934 року дебютував в офіційних матчах у складі національної збірної Угорщини. Був у складі збірної був учасником чемпіонату світу 1934 року в Італії, де угорці поступились Австрії у чвертьфіналі з рахунком 1:2.
Серед кращих матчів Сюча у збірній називають у гру зі збірною Швейцарії у 1937 році, коли команда у кубку Центральної Європи здобула виїзну перемогу з рахунком 5:1.
Був Дьордь у команді, що здобула «срібло» чемпіонату світу 1938 року у Франції. У перших матчах турніру Сюч був у запасі, але несподівано потрапив у склад на фінальний матч зі збірною Італії. Тренерський штаб вирішив змінити міцних бійців Йожефа Турая і Гезу Тольді на невисоких і більш технічних Дьордя Сюча і Єне Вінце. Але у підсумку цей хід не спрацював, адже угорці поступились італійцям передусім у силовій боротьбі та програли матч з рахунком 2:4.
Загалом протягом кар'єри у національній команді, яка тривала 6 років, провів у формі головної команди країни 25 матчів. Також зіграв за команду у чотирьох неофіційних матчах і у п'яти матчах у складі збірної Будапешту.

## Кар'єра тренера
Розпочав тренерську кар'єру, повернувшись до футболу після тривалої перерви, 1955 року, очоливши тренерський штаб клубу «Шалготар'ян».
1966 року став головним тренером команди Іран, тренував збірну Ірану один рік. В грудні 1966 року став з командою срібним призером Азійських ігор у Бангкоку.
Протягом тренерської кар'єри також очолював команди клубів «Дорог», СЕАК, «Дебрецен» та «Татабанья».
Останнім місцем тренерської роботи був клуб «Сегед», головним тренером команди якого Дьордь Сюч був з 1971 по 1972 рік.
Помер 19 грудня 1991 року на 80-му році життя у місті Будапешт.
| Дата       | Місто              | Господарі      | Результат | Гості          | Турнір                             | Голи | Примітки |
| ---------- | ------------------ | -------------- | --------- | -------------- | ---------------------------------- | ---- | -------- |
| 14/01/1934 | Франкфурт-на-Майні | Німеччина      | 3 – 1     | Угорщина       | товариський матч                   | -    |          |
| 29/04/1934 | Будапешт           | Угорщина       | 4 – 1     | Болгарія       | Відбір до ЧС 1934                  | -    |          |
| 10/05/1934 | Будапешт           | Угорщина       | 2 – 1     | Англія         | товариський матч                   | -    |          |
| 27/05/1934 | Неаполь            | Угорщина       | 4 – 2     | Єгипет         | ЧС 1934                            | -    |          |
| 31/05/1934 | Болонья            | Угорщина       | 1 – 2     | Австрія        | ЧС 1934                            | -    |          |
| 07/10/1934 | Будапешт           | Угорщина       | 3 – 1     | Австрія        | Кубок Центральної Європи 1933—1935 | -    |          |
| 09/12/1934 | Мілан              | Італія         | 4 – 2     | Угорщина       | товариський матч                   | -    |          |
| 09/12/1934 | Дублін             | Ірландія       | 2 – 4     | Угорщина       | товариський матч                   | -    |          |
| 12/05/1935 | Будапешт           | Угорщина       | 6 – 3     | Австрія        | товариський матч                   | -    |          |
| 19/05/1935 | Коломб             | Франція        | 2 – 0     | Угорщина       | товариський матч                   | -    |          |
| 22/09/1935 | Будапешт           | Угорщина       | 1 – 0     | Чехословаччина | Кубок Центральної Європи 1933—1935 | -    |          |
| 10/11/1935 | Будапешт           | Угорщина       | 6 – 1     | Швейцарія      | товариський матч                   | -    |          |
| 05/04/1936 | Відень             | Австрія        | 3 – 5     | Угорщина       | товариський матч                   | -    |          |
| 31/05/1936 | Будапешт           | Угорщина       | 1 – 2     | Італія         | товариський матч                   | -    |          |
| 27/09/1936 | Будапешт           | Угорщина       | 5 – 3     | Австрія        | Кубок Центральної Європи 1936—1938 | -    |          |
| 04/10/1936 | Бухарест           | Румунія        | 1 – 2     | Угорщина       | товариський матч                   | -    |          |
| 18/10/1936 | Прага              | Чехословаччина | 5 – 2     | Угорщина       | Кубок Центральної Європи 1936—1938 | -    |          |
| 06/12/1936 | Дублін             | Ірландія       | 2 – 3     | Угорщина       | товариський матч                   | -    |          |
| 11/04/1937 | Безель             | Швейцарія      | 1 – 5     | Угорщина       | Кубок Центральної Європи 1936—1938 | -    |          |
| 25/04/1937 | Турин              | Італія         | 2 – 0     | Угорщина       | Кубок Центральної Європи 1936—1938 | -    |          |
| 09/01/1938 | Лісабон            | Португалія     | 4 – 0     | Угорщина       | товариський матч                   | -    |          |
| 16/01/1938 | Люксембург (місто) | Люксембург     | 0 – 6     | Угорщина       | товариський матч                   | -    |          |
| 25/03/1938 | Будапешт           | Угорщина       | 11 – 1    | Греція         | Відбір до ЧС 1938                  | -    |          |
| 19/06/1938 | Коломб             | Угорщина       | 2 – 4     | Італія         | ЧС 1938 - фінал                    | -    |          |
| 18/05/1939 | Будапешт           | Угорщина       | 2 – 2     | Ірландія       | товариський матч                   | -    |          |
| Усього     |                    | Матчів         | 25        |                | Голів                              | 0    |          |

## Титули і досягнення
Гравець
- Чемпіон Угорщини (3):

«Уйпешт»: 1932–1933, 1934–1935, 1938–1939
- Срібний призер чемпіонату Угорщини (4):

«Уйпешт»: 1933–1934, 1935–1936, 1937–1938, 1940–1941
- Володар Кубка Мітропи (1):

«Уйпешт»: 1939
- Фіналіст кубка Угорщини (1):

«Уйпешт»: 1933
- Фіналіст чемпіонату світу (1):

Збірна Угорщини: 1938
Тренер
- Срібний призер Азійських ігор: 1966